# Rise to Fall
Rise to Fall är ett spanskt melodisk death metal-band grundat i Vizcaya år 2006. Det har idag släppt fem fulländade album och har turnerat både i och utanför Spanien, bandet har delat scen med bland annat Rammstein, Slayer, Bullet for my Valentine, Amon Amarth, Scar Symmetry, The Agonist, Dagoba, Textures  etc.
År 2011 turnerade bandet i Japan (mellan städerna Nagoya, Osaka och Tokyo) tillsammans med banden Destrage, Blood Stain Child och Death I Am.
Deras antra album Defying The Gods spelades in i "Metal House Studios" (Italien) tillsammans med Ettore Rigotti (Disarmonia Mundi).

## Medlemmar
Nuvarande medlemmar
- Txamo (Xabier Del Val) – trummor
- Hugo Markaida – sologitarr
- Javier Martin – rytmgitarr (?–2018), basgitarr (2018–)
- Dalay Tarda (Alain Gutiérrez)  – sång
- Dann Hoyos – rytmgitarr (2018– )

Tidigare medlemmar
- Iñigo López – basgitarr (?–2010)
- Renato Torre – trummor
- Asis Rodriguez – basgitarr (2010–2018)

## Diskografi
Demo
- Rise to Fall (2006)

Studioalbum
- Restore the Balance (2010)
- Defying the Gods (2012)
- End vs Beginning (2015)
- Into Zero (2018)
- The Fifth Dimension (2023)

Annat
- Princess Ghibli II (2012) (albumsamarbete: Disarmonia Mundi / Blood Stain Child / Destrage / Living Corpse / Rise to Fall / The Stranded)
- Princess Ghibli the Best Selection Revisited (2013) (albumsamarbete: Disarmonia Mundi / Blood Stain Child / Destrage / Living Corpse / Rise to Fall / The Stranded / Neroargento)